# 斑油鯰
斑油鯰（学名：Pimelodus maculatus）為輻鰭魚綱鯰形目長鬚鯰科的其中一種，分布於南美洲巴拉那河及聖弗朗西斯科河流域，體長可達51公分，棲息在河川、湖泊中底層水域，屬雜食性，生活習性不明，可做為食用魚及養殖魚。
其种加词“maculatus”意为“有斑点、斑块、斑纹的”。